# Julián Alonso
Pour les articles homonymes, voir Alonso.
Julián Alonso Pintor, né le 2 août 1977 à Canet de Mar, est un joueur de tennis espagnol, professionnel de 1996 à 2001.
Il est surtout connu pour avoir été le petit ami de Martina Hingis.
Le 11 mai 2015, il devient l'assistant de Gala León, la capitaine de l'équipe d'Espagne de Coupe Davis. Cette dernière est cependant démise de ses fonctions en juillet.

## Carrière
Julián Alonso atteint sa première finale à Kitzbühel en juillet 1997 puis remporte le tournoi de Santiago début novembre. Bien qu'il ne remporte que 4 matchs en 17 tournois au début de sa saison 1998, il intègre le top 30 le 15 juin grâce à un second titre acquis à Bologne contre Karim Alami. Incapable de confirmer, il retourne sur le circuit Challenger et ne fera pas mieux qu'une demi-finale sur le circuit ATP, à Majorque fin 1999. Il met un terme à sa carrière en 2001 après 6 saisons passées chez les professionnels.
Il a fait partie de l'équipe d'Espagne de Coupe Davis lors du quart et de la demi-finale en 1998 et en barrages en 1999.

## Palmarès

### Titres en simple messieurs
| No | Date       | Nom et lieu du tournoi                    | Catégorie    | Dotation  | Surface      | Finaliste    | Score    |  |
| -- | ---------- | ----------------------------------------- | ------------ | --------- | ------------ | ------------ | -------- |  |
| 1  | 03-11-1997 | Hellmann's Cup, Santiago                  | World Series | 303 000 $ | Terre (ext.) | Marcelo Ríos | 6-2, 6-1 |  |
| 2  | 08-06-1998 | Internazionali di Tennis Carisbo, Bologne | Int' Series  | 315 000 $ | Terre (ext.) | Karim Alami  | 6-1, 6-4 |  |

### Finale en simple messieurs
| No | Date       | Nom et lieu du tournoi   | Catégorie    | Dotation  | Surface      | Vainqueur    | Score          |  |
| -- | ---------- | ------------------------ | ------------ | --------- | ------------ | ------------ | -------------- |  |
| 1  | 21-07-1997 | Generali Open, Kitzbühel | World Series | 500 000 $ | Terre (ext.) | Filip Dewulf | 7-62, 6-4, 6-1 |  |

### Titres en double messieurs
| No | Date       | Nom et lieu du tournoi | Catégorie    | Dotation  | Surface      | Partenaire     | Finalistes                        | Score         |  |
| -- | ---------- | ---------------------- | ------------ | --------- | ------------ | -------------- | --------------------------------- | ------------- |  |
| 1  | 08-09-1997 | Marbella Open Marbella | World Series | 303 000 $ | Terre (ext.) | Karim Alami    | Alberto Berasategui Jordi Burillo | 4-6, 6-3, 6-0 |  |
| 2  | 24-08-1998 | Hamlet Cup Long Island | Int' Series  | 315 000 $ | Dur (ext.)   | Javier Sánchez | Brandon Coupe Dave Randall        | 6-4, 6-4      |  |

### Finale en double messieurs
| No | Date       | Nom et lieu du tournoi  | Catégorie    | Dotation  | Surface      | Vainqueurs                          | Partenaire       | Score         |  |
| -- | ---------- | ----------------------- | ------------ | --------- | ------------ | ----------------------------------- | ---------------- | ------------- |  |
| 1  | 03-11-1997 | Hellmann's Cup Santiago | World Series | 303 000 $ | Terre (ext.) | Hendrik Jan Davids Andrew Kratzmann | Nicolás Lapentti | 7-6, 5-7, 6-4 |  |

## Parcours dans les tournois duGrand Chelem

### En simple
| Année | Open d'Australie | Open d'Australie | Internationaux de France | Internationaux de France | Wimbledon       | Wimbledon   | US Open         | US Open     |
| ----- | ---------------- | ---------------- | ------------------------ | ------------------------ | --------------- | ----------- | --------------- | ----------- |
| 1997  | —                | —                | —                        | —                        | —               | —           | 1er tour (1/64) | S. Sargsian |
| 1998  | 2e tour (1/32)   | K. Alami         | 1er tour (1/64)          | A. Ilie                  | 1er tour (1/64) | N. Kiefer   | 1er tour (1/64) | P. Haarhuis |
| 1999  | 2e tour (1/32)   | P. Korda         | 1er tour (1/64)          | F. Clavet                | 1er tour (1/64) | D. Sapsford | —               | —           |
| 2000  | 1er tour (1/64)  | H. Arazi         | —                        | —                        | —               | —           | —               | —           |

N.B. : à droite du résultat se trouve le nom de l'ultime adversaire.

### En double
| Année | Open d'Australie            | Open d'Australie      | Internationaux de France       | Internationaux de France | Wimbledon | Wimbledon | US Open                     | US Open            |
| ----- | --------------------------- | --------------------- | ------------------------------ | ------------------------ | --------- | --------- | --------------------------- | ------------------ |
| 1998  | 1er tour (1/32) S. Davis    | D. Johnson F. Montana | 1/4 de finale N. Lapentti      | M. Bhupathi L. Paes      | —         | —         | 1er tour (1/32) J. A. Conde | D. Dilucia M. Sell |
| 1999  | 1er tour (1/32) J. Balcells | D. Roditi M. Tebbutt  | 1er tour (1/32) Á. López Morón | J-L. Lisnard M. Llodra   | —         | —         | —                           | —                  |

N.B. : le nom du ou de la partenaire se trouve sous le résultat ; le nom des ultimes adversaires se trouve à droite.

## Parcours dans lesMasters 1000
| Année | Indian Wells         | Miami              | Monte-Carlo               | Hambourg           | Rome                    | Canada | Cincinnati | Stuttgart | Paris |
| ----- | -------------------- | ------------------ | ------------------------- | ------------------ | ----------------------- | ------ | ---------- | --------- | ----- |
| 1997  | —                    | 3e tour G. Eltis   | —                         | —                  | —                       | —      | —          | —         | —     |
| 1998  | 1er tour S. Bruguera | 1er tour V. Spadea | 1er tour M. Philippoussis | 1er tour N. Escudé | 1er tour D. Sanguinetti | —      | —          | —         | —     |

N.B. : sous le résultat se trouve le nom de l’ultime adversaire.